# 修水县
修水县是江西省九江市下辖的一个县、地处赣西北，修河上游，地處幕阜山與九嶺山山脈之間。是（贛、湘、鄂）三省，（靖安、奉新、宜豐、銅鼓、平江、通城、崇陽、通山、武寧）九縣的交界處。縣人民政府駐义宁镇義寧大道。
修水縣，古號“分寧”，國史有上望之稱，是江西省面積最大和九江市人口最多的縣，是九江市域副中心城市。

## 歷史
商周屬艾國，故後襲稱「艾」。
隋開皇九年，屬建昌縣。
武周長安九年，建昌縣析置武寧縣，此地屬武寧縣。
唐睿宗景雲元年，改武寧縣為豫寧縣。寶應元年豫寧縣復為武寧縣。
唐德宗貞元十六年二月，析武寧西八鄉置分寧縣，隸屬洪州。
北宋，分寧縣屬江南西路洪州鎮南軍，後改為寧縣。開寶八年，寧縣復為分寧縣。
南宋建炎四年，升分寧縣為義寧軍。
元至元二十三年，於武寧縣置寧州，隸龍興路，下轄武寧縣、分寧縣。大德八年，寧州移治分寧縣，仍隸龍興路。
元末，朱元璋改龍興路為洪都府；1363年又改洪都府為南昌府。
明洪武三年十二月，寧州降為寧縣，仍隸南昌府。
弘治十六年，寧縣又升為寧州，屬南昌府。
萬曆四年，李大鑾舉兵抗明，被鄱陽守備鄧子龍鎮壓。為此，萬曆五年，在瀏陽縣、平江縣、新昌縣（今宜豐縣）、萬載縣、寧州交界的山區擇地，於寧州武鄉二十四都（今銅鼓縣城）設銅鼓石守備司，守備鄧子龍鎮守，興建城垣，以境內有「銅鼓石」而得名。
清雍正元年，瑞州府同知移駐銅鼓，設置瑞州分防府。雍正六年設「銅鼓營把總廨」。
乾隆三十二年設銅鼓營都司衙署。
嘉慶三年七月鎮壓白蓮教劉聯登、宋懷璞、魏文宗有功，於嘉慶六年六月改寧州為義寧州，以示嘉許。
光緒二十九年，裁撤綠營都司，提議銅鼓營「改營設縣」未果。
光緒三十二年，同盟會「萍醴瀏大起義」波及此地。
光緒三十四年，清廷援虔南先例，改銅鼓營為撫民廳。
宣統二年正月初一（1910年2月10日），廢銅鼓營，設銅鼓撫民廳；勘界時義寧州武鄉金雞橋之南的上半鄉（五十三、五十四、五十五都）、崇鄉高坳、港口之南的上半鄉（二十一都至二十八都）劃歸銅鼓廳。當時反對分治的本地人士稱「銅鼓設縣，地少人少，繳納錢糧，負苛奇重，民無以堪」，直至1915年中秋才平復。
1912年全國廢除府、州、廳，義寧州改為義寧縣，銅鼓廳改為銅鼓縣。
1914年，因與廣西省義寧縣重名，改稱修水縣。
修水縣是江西西北门户，自古为兵家必争之地。汉代以来，屡有重大兵事发生。明清时期，李自成、石达开、李秀成等起事都波及此地。
土地革命前后，修水的革命斗争如火如荼，秋收起义首先爆发和湘鄂赣省委及省苏维埃的驻扎修水，使本县成为湘鄂赣根据地的中心和著名苏区，在中共革命史上占有重要地位。

## 地理
修水县位于江西省西北部修河上游，居幕阜山和九岭山之间，是三省（湘、鄂、赣）九县（靖安、奉新、宜丰、铜鼓、平江、通城、崇阳、通山、武宁）的交界处和三个省会城市（长沙、武汉、南昌）的中心点。全县总面积4504平方公里，是江西省幅员最广的县。

### 气候
修水属亚热带季风气候。气候普遍温和，四季分明。冬季冷凉，时有霜雪。夏季炎热，常有干旱发生。春秋季相对较短。降水充沛，年降水量超过1600毫米，主要集中在春季和夏季。
修水至今保持着中国除新疆外的最高气温纪录，1953年8月15日，该县最高气温达到44.9 °C（113 °F）。
| 修水县气象数据（1981年至2010年） | 修水县气象数据（1981年至2010年） | 修水县气象数据（1981年至2010年） | 修水县气象数据（1981年至2010年） | 修水县气象数据（1981年至2010年） | 修水县气象数据（1981年至2010年） | 修水县气象数据（1981年至2010年） | 修水县气象数据（1981年至2010年） | 修水县气象数据（1981年至2010年） | 修水县气象数据（1981年至2010年） | 修水县气象数据（1981年至2010年） | 修水县气象数据（1981年至2010年） | 修水县气象数据（1981年至2010年） | 修水县气象数据（1981年至2010年） |
| 月份                             | 1月                              | 2月                              | 3月                              | 4月                              | 5月                              | 6月                              | 7月                              | 8月                              | 9月                              | 10月                             | 11月                             | 12月                             | 全年                             |
| -------------------------------- | -------------------------------- | -------------------------------- | -------------------------------- | -------------------------------- | -------------------------------- | -------------------------------- | -------------------------------- | -------------------------------- | -------------------------------- | -------------------------------- | -------------------------------- | -------------------------------- | -------------------------------- |
| 历史最高温 °C（°F）              | 25.7 (78.3)                      | 28.7 (83.7)                      | 33.4 (92.1)                      | 33.6 (92.5)                      | 36.8 (98.2)                      | 38.4 (101.1)                     | 40.8 (105.4)                     | 42.1 (107.8)                     | 39.1 (102.4)                     | 37.0 (98.6)                      | 32.6 (90.7)                      | 25.1 (77.2)                      | 42.1 (107.8)                     |
| 平均高温 °C（°F）                | 9.6 (49.3)                       | 11.9 (53.4)                      | 16.2 (61.2)                      | 22.8 (73.0)                      | 27.8 (82.0)                      | 30.4 (86.7)                      | 34.0 (93.2)                      | 33.8 (92.8)                      | 29.8 (85.6)                      | 24.5 (76.1)                      | 18.5 (65.3)                      | 12.9 (55.2)                      | 22.7 (72.8)                      |
| 日均气温 °C（°F）                | 4.6 (40.3)                       | 6.9 (44.4)                       | 10.7 (51.3)                      | 16.8 (62.2)                      | 21.6 (70.9)                      | 24.9 (76.8)                      | 28.1 (82.6)                      | 27.3 (81.1)                      | 23.6 (74.5)                      | 18.1 (64.6)                      | 11.9 (53.4)                      | 6.5 (43.7)                       | 16.8 (62.2)                      |
| 平均低温 °C（°F）                | 1.3 (34.3)                       | 3.4 (38.1)                       | 6.9 (44.4)                       | 12.5 (54.5)                      | 17.2 (63.0)                      | 21.0 (69.8)                      | 23.8 (74.8)                      | 23.2 (73.8)                      | 19.4 (66.9)                      | 13.7 (56.7)                      | 7.6 (45.7)                       | 2.3 (36.1)                       | 12.7 (54.8)                      |
| 历史最低温 °C（°F）              | −8.0 (17.6)                      | −5.9 (21.4)                      | −5.4 (22.3)                      | −1.2 (29.8)                      | 8.0 (46.4)                       | 10.7 (51.3)                      | 17.1 (62.8)                      | 16.5 (61.7)                      | 8.8 (47.8)                       | 0.4 (32.7)                       | −4.2 (24.4)                      | −12.1 (10.2)                     | −12.1 (10.2)                     |
| 平均降水量 mm（）                | 74.8 (2.94)                      | 96.4 (3.80)                      | 148.0 (5.83)                     | 218.2 (8.59)                     | 209.1 (8.23)                     | 263.9 (10.39)                    | 189.2 (7.45)                     | 122.0 (4.80)                     | 85.6 (3.37)                      | 72.6 (2.86)                      | 78.4 (3.09)                      | 43.6 (1.72)                      | 1,601.8 (63.07)                  |
| 平均相對濕度（％）               | 79                               | 79                               | 80                               | 80                               | 80                               | 82                               | 78                               | 80                               | 79                               | 78                               | 79                               | 77                               | 79                               |
| 来源：中国气象数据网             |                                  |                                  |                                  |                                  |                                  |                                  |                                  |                                  |                                  |                                  |                                  |                                  |                                  |

## 行政区划
修水县下辖19个镇、17个乡：
义宁镇、白岭镇、全丰镇、古市镇、大桥镇、渣津镇、马坳镇、杭口镇、港口镇、溪口镇、西港镇、山口镇、黄沙镇、黄港镇、何市镇、上奉镇、四都镇、太阳升镇、宁州镇、路口乡、黄龙乡、上衫乡、余塅乡、水源乡、石坳乡、东港乡、上杭乡、新湾乡、布甲乡、漫江乡、复源乡、竹坪乡、征村乡、庙岭乡、黄坳乡和大椿乡。
2020年11月1日零，全縣常住人口總數為710620人（不包括中國人民解放軍現役軍人和居住在縣內的港澳台居民以及外籍人員），與2010年第六次全國人口普查的739986人相比，十年共減少29366人，減少4.0％。

## 交通
- 220国道过境。
- 353国道过境。

## 文化
修水自古称“文章奧府”，为“濂溪弦铎之地，山谷桑梓之乡”，文化教育比较兴盛。宋代黄庭坚的曾祖父黄中理曾开办樱桃书院和芝台书院。延引四方学子，宋郊、宋祁兄弟和黄庭坚等曾就学于此。宋代理学家周敦颐任分宁主簿时,曾开办书院，后称濂溪书院。徐、祝等大姓亦办有书院，培养众多人才。自唐宋至清代，本县共有进士201名，举人317名，仅宋代即有进士160名。北宋一朝，双井村出进士48名；历代有丞相2名，尚书16名，正一品官员3名，从一品1名，正二品5名，从二品4名；知名文学艺术家21名。
全县有古文化遗址116处，其中上奉山背跑马岭新石器时代晚期遗址最著名。1978年被命名为山背文化。

## 资源

### 矿产
修水矿藏以黄金、白钨、石煤、石英、瓷土、石板最具有特色。古市等地砂金以精纯闻名海内外，土龙山等地原生金藏量丰富，香炉山钨矿品位为全国之冠，储量居全国第二。广泛分布的石煤总储量达47亿吨，占江西已探明的石煤储量一半。竹坪的青石板蕴藏量大，产品远销东南亚。此外，还拥有铀、钒、磷、石灰石、大理石、石膏、银、铜、铝、锌、云母等矿藏。

### 水利
修水河道众多，自然落差大，雨量充沛，水利资源极为丰富，蕴藏量40万千瓦，可开发量在20万千瓦以上，50%保证率年地表水总量3.7亿立方米，平均地下水总量4.8亿立方米，人平均拥有水量6500立方米，还有泰清、司前、汤桥等多处温泉。西南部建有大（二）型水库东津水库。

### 林木
修水共有林业用地面积497.62万亩，森林覆盖率49.2%，活立木蓄积量736万立方米，杉木占森林蓄积量的56.92%，马尾松占森林蓄积量的28.19，毛竹有3.92万亩，蓄积量为568万根，植树造林保存面积83.2万亩，被列为江南48个重点林业县之一。

### 动植物
修水野生动物种类繁多，现有脊椎动物200多种，其中哺乳动物30多种，鸟类41种，有国家重点保护动物华南虎、金钱豹、獐、蟒蛇、白鹇等18种，省级保护的黄鼬、大杜鹃等8种。此外还有众多的鱼类、两栖类和爬行动物，均具有很高的经济价值。
修水植物资源丰富，全县有种子植物2000多种，属国家和省级重点保护的植物54种。如中国特有的活化石银杏，本县特有的珍稀树种柳叶腊梅、金钱柳、香果松、穗花杉、伯乐树等。  
修水有白术、花椒、车前子、白花茵陈、麦冬、半夏等中草药300多种。野生中华猕猴桃、板栗、杨梅、枣、柿、棠葛、油茶、油桐、乌桕等经济作物分布广泛。主要农产品是宁红茶、白茶。

## 风景名胜
- 山背文化遗址，上奉山背跑马岭新石器时代晚期遗址
- 山谷故里，自宋代以来闻名朝野的双井村，有黄庭坚陵园以及石刻等遗址遗迹。
- 双井明月湾
- 黄龙山黄龙寺为佛教禅宗之黄龙宗的发祥地，是宋代江西四大丛林之一。黄龙山有葛洪、黄庭坚等名人石刻和众多名胜古迹。
- 清水岩（省级旅游风景区），内有周敦颐等名人题刻。
- 抱子石
- 布甲溶洞
- 东岭石林
- 县城南山崖曾是黄庭坚读书之地，现已辟为黄庭坚纪念馆（省级文物保护单位），馆藏文物丰富，有众多黄庭坚碑刻、墓志、著作等资料。
- 陈宝箴父子故居及遗迹
- 秋收起义旧址（省级文物保护单位），秋收起义修水纪念馆和烈士馆
- 工农革命军第一军第一师师部旧址
- 湘鄂赣省委省事苏旧址